# Omethes marginatus
Omethes marginatus is een keversoort uit de familie Omethidae. De wetenschappelijke naam van de soort is voor het eerst geldig gepubliceerd in 1861 door LeConte.